# Епархия Шендама
Епархия Шендама (лат. Dioecesis Shendamensis) — епархия Римско-Католической церкви c центром в городе Шендам, Нигерия. Епархия Шендама входит в митрополию Джоса. Кафедральным собором епархии Шендама является церковь Святейшего Сердца Иисуса.

## История
2 июня 2007 года Папа Римский Бенедикт XVI издал буллу Nuper est petitum, которой учредил епархию Шендама, выделив её из епархии Джоса.
18 марта 2014 года епархия Шендама передала часть территории новоучреждённой епархии Панкшина.

## Ординарии епархии
- епископ Джеймс Наанман Даман (2007 — 2015).